# Geisberger Forst
Der Geisberger Forst ist ein 10,31 km² großes gemeindefreies Gebiet im Landkreis Bamberg in Bayern und zählt zur Metropolregion Nürnberg.

## Geographie
Das Forstgebiet liegt östlich von Bamberg im Naturpark Fränkische Schweiz-Veldensteiner Forst innerhalb der Fränkischen Schweiz zwischen den unmittelbar angrenzenden Gemeindegebieten von Strullendorf im Süden, Litzendorf im Nordwesten, Heiligenstadt im Osten und dem ebenfalls gemeindefreien Gebiet Hauptsmoorwald im Westen. Der namensgebende Geisberg liegt inmitten des Geisberger Forsts. Hier betreibt der Bayerische Rundfunk den Sender Bamberg / Geisberg.